# Onafhankelijkheidsoorlog
Een onafhankelijkheidsoorlog, ook wel secessieoorlog, is een oorlog die uitbreekt na of voorafgaat aan de onafhankelijksverklaring van een nieuwe staat. Vaak sturen kolonisators of overheersers extra troepen om de voorvechters van de onfhankelijkheid te bestrijden. Ook komt het voor dat derde landen zich in de strijd mengen, of dat er een burgeroorlog uitbreekt, naar aanleiding van de verklaring.
In het verleden zijn er vele onafhankelijkheidsoorlogen geweest, zie de lijst hieronder. Ook nu nog zijn er volken die strijden voor hun onafhankelijkheid. Tegenstanders zullen eerder van separatisme spreken.

## Onvolledige lijst met onafhankelijkheidsoorlogen
Geslaagde onafhankelijkheidsoorlogen
- Nederland: 1568-1648
- Verenigde Staten: 1773-1783
- Verenigde Nederlandse Staten: 1790
- Haïti: 1791-1804
- Mexico: 1810-1821
- Chili: 1810-1818
- Griekenland: 1821-1832
- Brazilië: 1822-1824
- België: 1830
- Ierse Republiek: 1916-1921
- Indonesië: 1947-1949
- Israël: 1948-1949
- Vietnam: 1946-1976
- Algerije: 1954-1962
- Guinee-Bissau: 1963 - 10 september 1974
(van Portugal)
- Angola: 1961 - 11 november 1975
(van Portugal)
- Mozambique: 1964 - 25 juni 1975
(van Portugal)
- Oost-Timor: 1975 - 20 mei 2002
(van Indonesië)

(Nog) niet geslaagde secessie-oorlogen
- Baskenland: vanaf 1960
- Biafra: 1967-1970
- Tsjetsjenië: vanaf 1994
- Palestina: vanaf 1947

Met revolutionair geweld ontbonden staten
- Verenigd Koninkrijk der Nederlanden: 1830-1831
- Joegoslavië: 1991-2001